# Merriwa quadridentata
Merriwa quadridentata är en stekelart som beskrevs av Alan Parkhurst Dodd 1920. Merriwa quadridentata ingår i släktet Merriwa och familjen Scelionidae. Inga underarter finns listade i Catalogue of Life.